# Kristian Eriksson (formgivare)
För andra personer med liknande namn, se Christian Ericsson
Kristian Olov Eriksson, född 20 oktober 1958, är en svensk möbelformgivare.
Kristian Eriksson hade arbetat som IT-ingenjör i Stockholm, innan han 1997 flyttade till Gotland för att etablera sig som möbelformgivare och möbelfabrikör. 
Han grundade 1997 snickeriet Gute Art & Design AB i Hemse, som han drev tillsammans med Emelie Nygren.
Kristian Eriksson formger bland annat stolar, bord och skåp. Han har bland annat arbetat med massiv björk och ek samt kärnträ av långsamtväxande gotländskt furu. Annat material i möblerna är i hög utsträckning lokala varor som gotländskt lammskinn och gotländsk kalksten.
Kristian Eriksson fick 1999 utmärkelsen Utmärkt svensk form för den fårskinnsklädda bänken Fårö.